# الأنثروبولوجيا في 1990 - 1999
الخط الزمني للأنثروبولوجيا، 1990–1999

## أحداث
1990 
- تمرير قانون حماية مقابر الأمريكيين الأصليين و إعادة التوطين الأميركي.

1991 
- " اكتشاف أوتزي، رجل الجليدي في جبال الألب.

## المنشورات
1991 
- «عوالم البشري»، تأليف دونالد براون.

1992 
- ممتلكات غير قابلة للتصرف: مفارقة الاحتفاظ عند المنح" (بالإنجليزية: Inalienable Possessions: The Paradox of Keeping-While-Giving)، تأليف أنيت وينر.

1994 
- «عمل الليل: النشاط الجنسي، واللذة والذكورة المؤسساتية في ناد مضيفات في طوكيو» (بالإنجليزية: Nightwork: Sexuality, Pleasure, and Corporate Masculinity in a Tokyo Hostess Club)، تأليف آن أليسون

1995 
- «حول البحث عن الاحترام: بيع الكراك في الباريو» (بالإنجليزية: In Search of Respect: Selling Crack in El Barrio)، تأليف فيليب بورجوا

1996 
- «رغبات مسموحة ومحظورة: أمهات، كاريكاتير، والرقابة في اليابان» (بالإنجليزية: Permitted and Prohibited Desires: Mothers, Comics, and Censorship in Japan)، تأليف آن أليسون

1998 
- «مستقبلنا جميعا: العرق وسياسة الأحياء في مدينة نيويورك» (بالإنجليزية: The Future of Us All: Race and Neighborhood Politics in New York City)، تأليف روجر صاتديك
- «تصور الطاقة: إيديولوجيات الهيمنة والأزمة» (بالإنجليزية: Envisioning Power: Ideologies of Dominance and Crisis)، تأليف إيريك وولف

## المواليد
1991 
- أرجون الكناني

## الوفيات
1990 
- كاثلين ابيرلي
- مايكل ليريس

1991 
- كورا دوبوا
- ستانلي ديامند

1993 
- ألبرت داهلبرغ
- روجر كيسنغ
- رونالد جوفري لاينهارد
- مايكل سميث

1994 
- تيموثي آش
- ريمون بيردويسيل
- لوثر كريسمان
- كولن تيرنبول

1995 
- إرنست غيلنر
- جيمس ميتشل كلايد
- ديفيد شنايدر
- سول تاكس

1996 
- ويستون لا بري
- ميري ليكي
- موريس أوبلر
- علمان سيرفس

1997 
- جون أدير
- مايكل دوريس
- ألفريد جيل
- روي رابابورت

1998 
- كارلوس كاستانيدا
- لويس دومون (الأنثروبولوجيا)
- ألفونسو فيلا روخاس

1999 
- جيرمين ديتلرين
- أرنولد ابشتاين
- أشلي مونتاجو
- إيريك وولف

## الجوائز
1990 
- جائزة ميد مارجريت: ويندا ترافاثان
- جائزة تيرنر فيكتور: كيرين نارايان

1991 
- جائزة ميد مارجريت: ويل روسكو
- جائزة تيرنر فيكتور: دنيس تيدلوك

1993 
- جائزة ميد مارجريت: ليو شافيز

1994 
- جائزة ميد مارجريت: كاثي ديتوايلر

1997 
- جائزة ميد مارجريت: فيليب بورجوا

1998 
- جائزة تيرنر فيكتور: لورانس كوهين

1999 
- جائزة ميد مارجريت: بول فارمر